# Diferencias entre el gallego y el portugués

Mapa cronológico mostrando el desarrollo del gallego (galician) y del portugués (portuguese).

Las diferencias entre el gallego y el portugués son diversas y se encuentran tanto a nivel fonético, como morfo-sintático, además, de ortografía y el léxico. Una parte de estas es el resultado de la castellanización del gallego a lo largo de los siglos en los que fue marginado como lengua culta, los llamados Séculos Escuros. Si bien ambas tienen un origen común, actualmente hay opiniones diversas sobre si deben ser consideradas o no lenguas separadas, existiendo algunos lingüistas, tanto gallegos como portugueses, que consideran que se trata de variedades diferenciadas de la misma lengua, mientras que otros las consideran lenguas distintas.

## Las diferencias
Las diferencias se dan básicamente a nivel fonético:
- Inexistencia en la mayoría de las hablas gallegas de sibilantes sonoras (z /z/, j /ʒ/).[3] (aunque existen en algunas zonas de la Baja Limia de Orense[4] y del gallego exterior[4]
- En gallego no hay oposición entre vocales orales y nasales (aunque están presentes en algunas zonas de la provincia de León) el gallego nasaliza las vocales en contacto con nasal, pero eso no significa diferenciación fonológica.[5] La consonante "n" a final de palabra tiene una pronunciación velar en la mayor parte de las situaciones, por ejemplo can [ˈkãŋ] 'perro' (esta pronunciación también se mantiene en plurales o palabras acabadas en -ns; cans [ˈkãŋs ] 'perros').
- El resto de diferencias, son las mismas encontradas en los dialectos portugueses septentrionales en relación con el portugués estándar: pronunciación de ch como "tch", confusión b/v, pronunciación clara de los diptongos oi/ou (con alternancia según el patrón: loiro / louro), etc.[6]

El tratamiento de la nasalidad es variable en las hablas gallegas, con diferente evolución en los dialectos portugueses; así, las tres terminaciones del gallego-portugués:
-ão
-am/-ã
-om/-õ
dan lugar en portugués al ditongo nasal -ão, mientras que en gallego sufrieron evoluciones diversas:
-ão→ -án/-ao irmán 'hermano' (dialectalmente irmao) (= irmão)
-ãa→ -á/-án irmá (dialectalmente irmán) (= irmã)
-am→ -an/-a ra (dialectalmente ran), (= rã)
-om→ -on razón 'razón'
- plurales: -ões→ -óns / -ós / -ois razóns 'razones', (dialectalmente razós e razois)

Nótese que existe fluctuación entre el mantenimiento de la nasalidad a través de una monoptongación (irmão > irmán, en general, en el área occidental) o el mantenimiento del diptongo mediante la desnasalización (irmão > irmao, en general en el centro y el área oriental). Sin embargo, existen pequeñas áreas donde todavía existen vocales y diptongos nasales (en el área oriental).
Otras diferencias entre las variantes comunes no son aplicables a la totalidad de las hablas:
En gallego existe el llamado diptongo indoeuropeo[cita requerida], ui u oi que sustituyó a la u tónica latina en portugués luso-brasileño (subsiste, sin embargo, dialectalmente en Portugal).
Froito 'fruto'
Loitar, loita 'luchar, lucha'
Escoitar 'escuchar'
Estos diptongos son de tipo etimológico, fructu > fruito, luctare > luitar, auscultare > ascoltare > escoutar > escoitar > escuitar (análogo a multu > molto > mouto > moito > muito), su pérdida se debe a relatinizaciones modernas (siglos XVI-XVII), "luctar, "fructo", cuando la "c-" se dejó de pronunciar. Un caso común al gallego y el portugués es "acto", originalmente actu > auto (auto-da-fé), pero fue relatinizada a "acto".
En gallego se conserva el pronombre arcaico che que se alterna con la forma te, dependiendo de si se hace referencia a un objeto/complemento directo o indirecto.
Collerche as mans 'cogerte las mãos'
También se conserva la forma de plural llelos (< lles+os), y no la forma común encontrada en portugués (lhos). El gallego también conserva grupos de pronombres enclíticos, debido a la existencia de un "pronombre de solidaridad" (gal. non cho teño / por. não to tenho, não tenho isso que queres).
Cambios en las conjugaciones verbales.
gal. Eu son / port. Eu sou
gal. Vós sodes / port. Vós sois
gal. Eles son / port. Eles são
gal. Eles falaron / port. Eles falaram
gal. Eu fun / port. Eu fui el gallego nasaliza sistemáticamente las primeras personas de los antepretéritos g. collin /p. colhi, g. estiven / p. estive, daí, g. fui > fuin > fun)
arcaísmos
La comparativa ca ([do] que), del latín qua > ca, va seguida del pronombre de dativo y no del pronombre personal: g. máis alto ca min  / p. mais alto que eu.
Castellanismos en gallego
- Innumerables, sobre todo en el vocabulario técnico o exótico.[cita requerida] Esto se debe a la situación de diglosia gallego/castellano en Galicia.

Castellanismos en portugués
- Ciertas palabras de origen castellano fueron introducidas al portugués, mientras que la forma original fue preservada en gallego, así en portugués se tiene penha, repolho, castelhano, menino, frente a las formas correspondientes al gallego pena, repolo, castelán, meniño.